# Холандез
Холандският сос (на френски: sauce hollandaise), наричан в България сос „Холандез“ или сос „Оландез“, представлява емулсия от яйчен жълтък, разтопено масло, вода и лимонов сок (или бяло вино или оцет) разбити на бавен огън. За допълнително овкусяване се добавят сол, бял пипер или лют червен пипер. Сосът е един от петте най-популярни сосове от висшата френска кулинария. Този тип сосове се считат за „майонезени сосове“, тъй като също като майонезата се правят на принципа на разбиване на мазнина в яйчен жълтък. Известен е като основна съставка на яйцата по Бенедиктински и често е съчетан със зеленчуци като аспержи на пара.

## Произход
Сосът „Холандез“ се превежда от френски като „холандски сос“, което грешно навежда на мисълта, че е произлязъл от Холандия. Въпреки това, както много ястия, и този сос има връзка с френските хугеноти, които са били принудени да напуснат Франция в края на 17 век, но в крайна сметка се завръщат от различните страни, в които са избягали. Смята се, че хугенотите, избягали в Холандия, са разработили рецептата там и после са я върнали във Франция. Първото документирано споменаване на дадената рецепта е от 1651 г. в „Le Cusisier François“ на Франсоа Пиер ла Варен, където той описва „аспержи с ароматен сос“, който сос се приготвя с прясно масло, малко оцет, сол, индийско орехче и яйчен жълтък, който да стегне всичко, като се внимава да не се пресече.
До 19 век различните видове сосове са класифицирани в четири различни категории от Шеф Мари-Антоан Карем. Един от сосовете, които Карем описва е така нареченият сос „allemande“, който се приготвя на базата на яйца и лимонов сок. Огюст Ескофие актуализира този списък в началото на 20 век, като заменя соса „allemande“ със соса „Холандез“ като един от петте соса на висшата френска кулинария. Докато мнозина вярват, че истинският сос Холандез трябва да съдържа само основните съставки – яйца, масло и лимон, Проспер Монтан предлага да се използват бяло вино или оцет, подобно на сос „Бернез“ (Bérnaise), за да се подобри вкусът.

## Приготвяне
За приготвянето на сос „Холандез“ се смесват яйчени жълтъци, вода, лимонов сок или оцет. За разлика от яйчения крем, тук яйцата не се сгъстяват. Емулсията представлява смес от две или повече течни съставки, които обикновено са несмесими. Сосът се стабилизира чрез добавянето на яйца, които съдържат лецитин, който в съчетание с мазнината и водата стяга всичко заедно.
За приготвянето на соса жълтъците на яйцата се отделят и се добавят към маслена основа с малко количество вода, оцет или лимонов сок с черен пипер, които се готвят заедно на бавен огън. Може да се използва и купа от неръждаема стомана върху тиган с малко количество вода. Водата не трябва да докосва съда и не трябва да завира. Ключът към рецептата е съставките да се затоплят без яйцата да се пресекат. Най-напред се добавят яйцата и течните съставки като всичко се разбива с тел. Разбърква се бързо и непрекъснато като сместа се разпенва на няколко пъти, след което се маха от огъня и към нея се добавя топло, разтопено масло. Ако сосът се охлади прекалено, маслото ще започне да се сгъстява.

## Съставки
- Бял пипер
- Оцет
- Вода
- Масло
- Жълтък
- Сол
- Лимонов сок
- Лют червен пипер

## Рецепта
В тиган се смесват 12 счукани зърна пипер с две супени лъжици френски винен оцет и 4 супени лъжици вода. Сместа се сварява бързо и намалява обема си наполовина. След това към нея се прибавят и разбиват 4 яйчени жълтъка и постепенно се добавят 4 до 6 унции прясно масло с малко вода. Сосът се подправя със сол и сока от един лимон. След това сосът се прецежда през кърпа и се връща в чист тиган, където се оставя с гореща (не вряща) вода до сервирането.